# Coenonympha neoperseis
Coenonympha neoperseis är en fjärilsart som beskrevs av Hans Fruhstorfer 1908. Coenonympha neoperseis ingår i släktet Coenonympha och familjen praktfjärilar. Inga underarter finns listade i Catalogue of Life.